# Ihnatpil, Ovruci
Ihnatpil (în ucraineană Ігнатпіль) este localitatea de reședință a comunei Ihnatpil din raionul Ovruci, regiunea Jîtomîr, Ucraina.

## Demografie
Componența lingvistică a localității Ihnatpil
     Ucraineană (96,7%)
     Rusă (2,85%)
     Alte limbi (0,17%)
Conform recensământului din 2001, majoritatea populației localității Ihnatpil era vorbitoare de ucraineană (96,7%), existând în minoritate și vorbitori de rusă (2,85%).